# Arp 65
Arp 65 هو اصطدام مجري، يقع في كوكبة المرأة المسلسلة.

## روابط خارجية
- Arp 65 على موقع ويكي سكاي: DSS2, SDSS, GALEX, IRAS, Hydrogen α, X-Ray, Astrophoto, Sky Map, Articles and images